# Reika Kakiiwa
Reika Kakiiwa (Kami-Amakusa, 19 de julho de 1989) é uma jogadora de badminton japonesa. medalhista olímpica, especialista em duplas.

## Carreira
Reika Kakiiwa representou seu país nos Jogos Olímpicos de Verão de 2012 conquistando a medalha de prata, nas duplas femininas com Mizuki Fujii. Elas foram as primeiras medalhistas nipônicas do badminton.